# اندیس گلاب
گلاب یک اندیس فلزی است که در حوالی شهر شهر بابک استان کرمان قرار دارد و مادهٔ معدنی موجود در آن، طلا است.سنگ میزبان این اندیس پیروکلاستیک، آندزیت-داسیت، گرانودیوریت-مونزونیت. است  در این اندیس، پاراژنزهای کریزوکولا، کالکوپیریت، اپیدوت و طلا. یافت می‌شوند.